# 李传卿
李传卿（1943年12月—），湖北汉川人。1966年加入中国共产党。华中工学院（现华中科技大学）船舶工程系船舶设计与制造专业毕业，大学学历，高级工程师。历任上海市国防科技工业办公室副主任，市经委副主任、市技术监督局局长；国家技术监督局副局长、局长，国家质量技术监督局局长，国家质量监督检验检疫总局党组书记、副局长等职。2008年3月任第十一届全国人大常委会委员、全国人大环境与资源保护委员会副主任委员。曾任中央纪委、中央组织部中央国家机关第二巡视组组长、第五巡视组组长。